# Тонкоусые ручейники

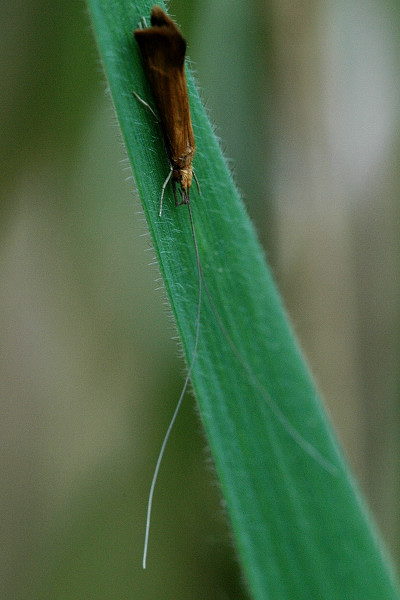
Ручейник Leptocerus interruptus.

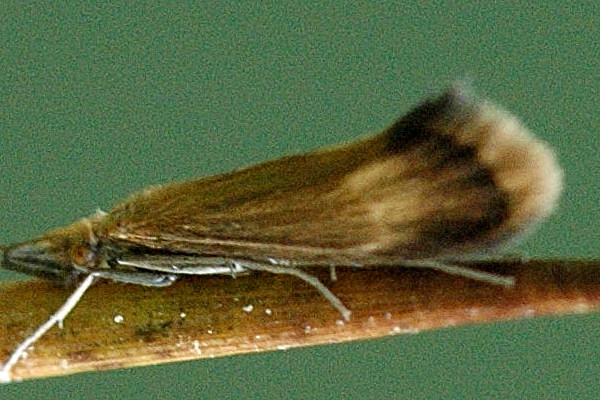
Ручейник Leptocerus interruptus.

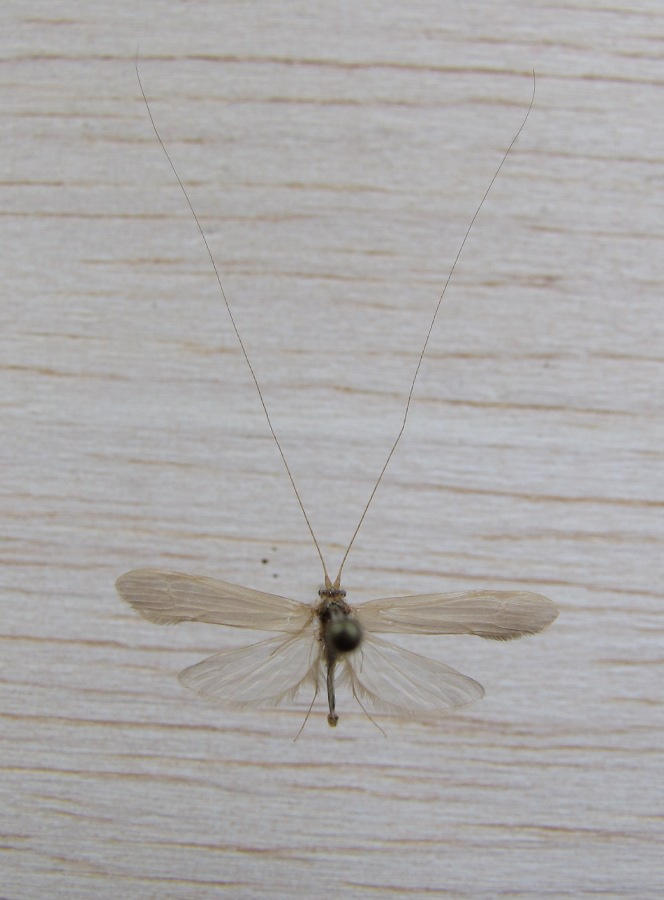
Ручейник Oecetis ochraea.

Тонкоусые ручейники (лат. Leptoceridae) — семейство ручейников подотряда Integripalpia. 1500 видов.

## Распространение
Всесветно. В России более 10 родов и около 75 видов. В Европе около 100 видов. Древнейшая находка семейства — личинка †Creterotesis coprolithica, обнаруженная в раннемеловых отложениях местонахождения Байса (республика Бурятия). Всего известно 14 ископаемых видов Leptoceridae.

## Описание
Мелкого и среднего размера ручейники с длинными усиками. Голова короткая, широкая, Простые глазки отсутствуют. Нижнечелюстные щупики самок и самцов состоят из 5 члеников. Личинки живут на дне водоёмом разного типа (озёра, пруды, болота, ручьи, реки). Тип питания разнообразный (фитофаги, детритофаги, хищники), некоторые виды могут повреждать рис и другие культурные растения. Зимует предкуколка.

## Систематика
Второе по видовому богатству семейство ручейников, включающее более 1500 видов. 2 подсемейства, более 10 триб и около 45 родов.
- Подсемейство Leptocerinae
  - Achoropsychini
    - Achoropsyche Holzenthal, 1984[8]

  - Athripsodini
    - Athripsodes
    - Axiocerina
    - Ceraclea
    - Homilia
    - Leptecho
    - Leptoceriella
    - Leptocerina
    - Neoathripsodes
    - †Praeathripsodes

  - Leptocerini
    - Leptocerus Leach, 1815

  - Leptorussini
    - Leptorussa Mosely, 1953

  - Mystacidini
    - Fernandoschmidia
    - Mystacides
    - Tagalopsyche

  - Nectopsychini
    - Nectopsyche
    - Parasetodes

  - Oecetini
    - Oecetis
    - Ptochoecetis

  - Setodini
    - Hemileptocerus
    - Sericodes
    - Setodes
    - Trichosetodes

  - Triaenodini
    - Adicella
    - Allosetodes
    - Erotesis
    - Triaenodes
    - Ylodes

  - Incertae Sedis
    - Amphoropsyche
    - Brachysetodes
    - Neoathripsodes
    - Poecilopsyche
    - Russobex
- Подсемейство Triplectidinae
  - Grumichellini[9]
    - Amazonatolica
    - Atanatolica
    - Gracilipsodes
    - Grumichella
    - Osflintia
    - Triplexa

  - Hudsonemini
    - Condocerus
    - Hudsonema
    - Notalina
    - Notoperata

  - Triplectidini
    - Lectrides
    - Notoperata
    - Symphitoneuria
    - Symphitoneurina
    - Triplectides
    - Triplectidina
    - Triplexina
    - Westriplectes
- Incertae Sedis
  - Nietnerella
  - †Prodontocerum